# Ursula Richter
Ursula Karin Henriette Richter, född 12 juli 1932 i Stockholm, död 16 oktober 2007 i Engelbrekts församling i Stockholm, var en svensk radioproducent.
Hon kom till Sveriges Radios utlandssändningar 1954. Under senare delen av 1950-talet arbetade hon som scripta på Sveriges Television, bland annat med Stora famnen. Hon återvände 1959 till radion och blev 1961 radions första kvinnliga underhållningsproducent, och producerade bland annat under lång tid Sommar-programmen. Under drygt 20 år var hon producent för de legendariska programmen På minuten och Svar idag. I det sistnämnda var hon fram till 1991 även mångårig programledare. Richter är begravd på Bromma kyrkogård.